# Fatoração
Fatoração (português brasileiro) ou Fatorização (português europeu) (AO 1945: Factorização) é o termo usado na álgebra para designar a decomposição que se faz de cada um dos elementos que integram um produto, ou seja, o resultado de uma multiplicação. Assim como parcela é cada uma das partes que integram uma adição, o fator é como se chama cada elemento que integra o produto.
Há centenas de aplicações e problemas relacionados, tais quais os de fatoração de números primos e criptografia.
De forma mais genérica, a fatoração é o ato de se representar um elemento de um monoide sobre o qual está definida uma operação multiplicativa como um produto de elementos do grupo. Um caso particular importante é a fatoração de um polinômio, que consiste em transformá-lo em um produto de polinômios de graus menores, ou mais simples, em linguagem não-matemática.
Essa fatoração é indispensável na resolução de equações do segundo grau ou maior.

## Principais tipos de fatoração
- Evidência: A fatoração surge como um recurso da Matemática para facilitar os cálculos algébricos; através dela conseguimos resolver situações mais complexas.{\displaystyle ax+bx+cx=x.(a+b+c)}
- Agrupamento: {\displaystyle ax+ay+bx+by=(ax+ay)+(bx+by)=a.(x+y)+b.(x+y)=(a+b).(x+y)}
- Trinômio quadrado perfeito: {\displaystyle a^{2}+2ab+b^{2}=(a+b)^{2}}
- Diferença de dois quadrados: {\displaystyle a^{2}-b^{2}=(a+b)(a-b)}
- Trinômio do 2º Grau: {\displaystyle x^{2}+(a+b).x+(a.b)=(x+a).(x+b)}
- Soma de dois quadrados (não é fatorável nos números reais, mas pode ser fatorada nos números complexos): {\displaystyle a^{2}+b^{2}=(a+i.b)(a-i.b)}
- Identidade de Sophie-Germain: {\displaystyle a^{4}+4b^{4}=a^{4}+4a^{2}b^{2}+4b^{4}-(2ab)^{2}=\left(a^{2}+2b^{2}\right)^{2}-(2ab)^{2}=\left(a^{2}+2b^{2}+2ab\right)\cdot \left(a^{2}+2b^{2}-2ab\right)}
- Soma de dois cubos: {\displaystyle a^{3}+b^{3}=(a+b)(a^{2}-ab+b^{2})}
- Diferença de dois cubos: {\displaystyle a^{3}-b^{3}=(a-b)(a^{2}+ab+b^{2})}
- Diferença de potências: 
{\displaystyle a^{n}-b^{n}=(a-b)\left(a^{n-1}+a^{n-2}b+a^{n-3}b^{2}+\ldots +ab^{n-2}+b^{n-1}\right)}
{\displaystyle a^{n}-b^{n}=(a-b)\sum _{k=0}^{n-1}a^{k}b^{(n-1)-k}}
- Soma de potências (n ímpar): {\displaystyle a^{n}+b^{n}=(a+b)\left(a^{n-1}-a^{n-2}b+a^{n-3}b^{2}-\ldots -ab^{n-2}+b^{n-1}\right)}
- Diferença entre uma potência de 2 e 1: {\displaystyle 2^{n}-1=2^{n}-1^{n}=(2-1)\times \left(\sum _{k=0}^{n-1}2^{k}\times 1^{(n-1)-k}\right)=\sum _{k=0}^{n-1}2^{k}}
- Diferença entre uma potência de um natural e 1: {\displaystyle a^{n}-1=a^{n}-1^{n}=(a-1)\sum _{k=0}^{n-1}a^{k}\times 1^{(n-1)-k}=(a-1)\sum _{k=0}^{n-1}a^{k}}